# Совершенный (корвет)
«Соверше́нный» — корвет с управляемым ракетным оружием Военно-Морского Флота Российской Федерации, первый корабль проекта 20380, построенный на Амурском судостроительном заводе (АСЗ). В составе 165-й бригады Приморской флотилии разнородных сил ТОФ с базированием в городе Владивосток.
Предназначен для патрулирования, ведения борьбы с надводными и подводными кораблями противника, поддержки морского десанта в ближней морской зоне.

## Строительство и испытания
Заложен на стапеле АСЗ 30 июня 2006 года.
В начале 2013 года строительство было приостановлено в связи с завышением цены со стороны завода, контракт на постройку предусматривал цену корвета в 7 млрд рублей. Минобороны отложило на год ходовые испытания корвета. По новому плану испытания перенесены с 2013 года на 2014 год. Причиной послужил срыв сроков изготовления корабля.
12 февраля 2014 года во время визита Сергея Шойгу в Комсомольск-на-Амуре было подписано новое соглашение между Минобороны и ОСК по строительству корветов проекта 20380 на АСЗ. В соответствии с этим соглашением новая цена корветов «Совершенный» и «Громкий» составляет 13 млрд руб. 14 апреля 2014 года появилось сообщение о заключении государственного контракта между АСЗ и Туламашзаводом на поставку двух артустановок АК-630М-06 для корвета «Совершенный».
Корабль был спущен на воду 22 мая 2015 года. В ноябре 2015 года был поставлен к достроечной стенке АСЗ в городе Большой Камень Приморского края.
По состоянию на ноябрь 2016 года проходил швартовные испытания и размагничивание, 30 января 2017 года вышел в море для проведения заводских ходовых испытаний.
13 марта 2017 года успешно выполнил первые артиллерийские стрельбы в морских полигонах Тихоокеанского флота.
В июне 2017 года в ходе государственных испытаний в полигонах боевой подготовки Тихоокеанского флота впервые успешно выполнил ракетную стрельбу главным корабельным ракетным комплексом «Уран» по морскому корабельному щиту, имитирующему надводный корабль условного противника, а также успешно провел испытательные артиллерийские стрельбы из 100 мм артустановки А-190, поразив крылатую ракету-мишень условного противника, выпущенную с ракетного катера «Р-79».
К 4 июля 2017 года завершил морскую часть государственных испытаний.
20 июля 2017 года торжественно введён в строй и вошёл в состав Тихоокеанского флота.

## Конструкция
Корабль построен по модульной схеме, что позволяет устанавливать на них новые системы оружия и радиоэлектронного вооружения без больших переделок и затрат времени. Основные принципы заложенные в проект корветов — многофункциональность, компактность, малозаметность, автоматизация корабельных систем, повышенная живучесть корабля. Жизненный цикл корабля определён в 30 лет.

### Корпус и надстройка
Корпус корвета — стальной гладкопалубный. Благодаря новым обводам подводной части корпуса снижено сопротивление воды от 5 % до 25 %, в зависимости от скорости. Имеется носовой бульб.
Надстройка корабля выполнена из современных многослойных композитных материалов с усилением конструкции материалами на основе углеродистого волокна. Форма надстройки спроектирована по так называемой «стелс-технологии» с целью уменьшения радиолокационной заметности.
На корме размещён ангар с взлётно-посадочной площадкой для вертолета типа Ка-27.

### Главная энергетическая установка
Главная энергетическая установка (ГЭУ) — двухвальная дизельная. Установка создана на основе двух дизель-дизельных агрегатов ДДА12 000, в каждый из которых включены два дизеля 16Д49 производства ОАО «Коломенский завод», двух редукторных передач и одного суммирующего реверс-редукторного агрегата производства ОАО «Звезда». Дальность плавания составляет 4000 миль экономическим ходом (14 узлов)
Для выработки электроэнергии установлены четыре дизель-генератора 22-26ДГ по 630 кВт каждый.

### Вооружение боевое
- 2 × 4 ПУ «Уран-У» с противокорабельными ракетами Х-35
- 3 × 4 ВПУ ЗРК «Редут»[19]
- 2 × 6 × 30 мм артиллерийских установки АК-630М-06
- 1 × 1 × 100 мм артиллерийская установка А-190
- 2 × 4 × 330 мм торпедных аппарата с торпедами комплекса «Пакет-НК»[20]
- 2 × 1 × 14,5 мм пулемётных установки
- 2 × 2 противодиверсионный гранатомёт ДП-64 «Непрядва»
- Переносной зенитно-ракетный комплекс «Игла-С»

### Вооружение радиоэлектронное и радиотехническое
- Навигационная радиолокационная станция «Пал-Н»
- РЛС общего обнаружения «Фуркэ-2»
- Система спутниковой навигации CH-3101
- Система управления артиллерийским огнём 5П-10-02 «Пума»
- РЛС целеуказания «Монумент-А» в радиопрозрачном обтекателе
- Гидроакустический комплекс «Заря-2»
- Гидроакустическая станция «Минотавр-М»
- ОГАС «Анапа-М»
- Станция РЭБ постановки помех ТК-25
- Четыре пусковые установки ПК-10 снарядов радиоэлектронного подавления и постановки пассивных помех «Смелый»
- БИУС «Сигма-20380»
- Автоматизированный комплекс связи Р-779-16 «Рубероид»
- Оптическая система посадки вертолетов ОСПВ-20380

## Служба
С 1 по 11 августа 2017 года принимал участие в конкурсе «Кубок моря» Армейских международных игр в Приморье, по итогам которого экипажи корвета «Совершенный» и китайского «Хуангши» поделили между собой чемпионский пьедестал, набрав по 440 баллов.
С 22 по 27 августа 2017 года корвет участвовал в Международном военно-техническом форуме «АРМИЯ-2017». 2 сентября 2017 корвет прибыл в бухту Аякс для участия в международном экономическом форуме.
6 сентября 2017 корвет осмотрел Президент России Владимир Путин и дал поручение составить реестр недочетов, с целью наладить работы по дальнейшему усовершенствованию кораблей данного типа.